# Eduard Matussewitsch
Eduard Antonawitsch Matussewitsch (belarussisch Эдуард Антонавіч Матусевіч; russisch Эдуард Антонович Матусевич, wiss. Transliteration Ėduard Antonovič Matusevič; * 16. November 1937 in Minsk, Weißrussische SSR) ist ein ehemaliger sowjetischer Eisschnellläufer.

## Werdegang
Matussewitsch belegte bei der Mehrkampfeuropameisterschaft 1962 in Oslo den neunten Platz im Großen Vierkampf und in der Saison 1962/63 bei der Mehrkampfeuropameisterschaft 1963 in Göteborg den 12. Platz im Großen Vierkampf sowie bei der Mehrkampfweltmeisterschaft 1963 in Karuizawa den 13. Rang im Großen Vierkampf. Nach Platz sieben im Großen Vierkampf bei der Mehrkampfeuropameisterschaft 1964 in Oslo, wurde er bei den Olympischen Winterspielen 1964 in Innsbruck Sechster über 1500 m und bei der Mehrkampfweltmeisterschaft 1964 in Helsinki Vierter im Großen Vierkampf. Im folgenden Jahr errang er bei der Mehrkampfweltmeisterschaft in Oslo den 16. Platz und gewann bei der Mehrkampfeuropameisterschaft in Göteborg die Goldmedaille. Bei der Mehrkampfweltmeisterschaft 1966 in Göteborg  und bei der Mehrkampfeuropameisterschaft 1966 in Deventer wurde er jeweils Sechster im Großen Vierkampf. In der Saison 1966/67 kam er bei der Mehrkampfweltmeisterschaft 1967 in Oslo auf den 11. Platz im Großen Vierkampf und holte bei der Mehrkampfeuropameisterschaft 1967 in Lahti die Bronzemedaille im Kleinen Vierkampf. In seiner letzten internationalen Saison 1967/68 gewann er bei der Mehrkampfeuropameisterschaft 1968 in Oslo die Silbermedaille im Großen Vierkampf und belegte bei den Olympischen Winterspielen 1968 in Grenoble den achten Platz über 1500 m.
Bei sowjetischen Meisterschaften siegte er viermal im Mehrkampf (1964–1966, 1968), dreimal über 1500 m (1964–1966) und zweimal über 5000 m (1963, 1965).

## Erfolge

### Olympische Spiele
- 1964 Innsbruck: 6. Platz 1500 m
- 1968 Grenoble: 8. Platz 1500 m

### Mehrkampf-Weltmeisterschaften
- 1963 Karuizawa: 13. Platz Großer Vierkampf
- 1964 Helsinki: 4. Platz Großer Vierkampf
- 1965 Oslo: 16. Platz Großer Vierkampf
- 1966 Göteborg: 6. Platz Großer Vierkampf
- 1967 Oslo: 11. Platz Großer Vierkampf

### Mehrkampf-Europameisterschaften
- 1962 Oslo: 9. Platz Großer Vierkampf
- 1963 Göteborg: 12. Platz Großer Vierkampf
- 1964 Oslo: 7. Platz Großer Vierkampf
- 1965 Göteborg: 1. Platz Großer Vierkampf
- 1966 Deventer: 6. Platz Großer Vierkampf
- 1967 Lahti: 3. Platz Kleiner Vierkampf
- 1968 Oslo: 2. Platz Großer Vierkampf

## Persönliche Bestzeiten
| Disziplin | Zeit         | Datum             | Ort           |
| --------- | ------------ | ----------------- | ------------- |
| 500 m     | 40,60 s      | 16. Januar 1968   | Almaty        |
| 1500 m    | 2:04,50 min  | 28. Januar 1968   | Oslo          |
| 3000 m    | 4:31,50 min  | 24. Dezember 1964 | Jekaterinburg |
| 5000 m    | 7:35,10 min  | 14. Februar 1965  | Oslo          |
| 10000 m   | 15:43,60 min | 28. Januar 1968   | Oslo          |